# Roquecourbe
Roquecourbe (okzitanisch: Ròcacorba) ist eine südfranzösische Gemeinde mit 2181 Einwohnern (Stand: 1. Januar 2022) im Département Tarn in der Region Okzitanien. Roquecourbe gehört zum Arrondissement Castres und ist Teil des Kantons Castres-2 (bis 2015: Kanton Roquecourbe). Die Einwohner werden Roquecourbains genannt.

## Geographie
Roquecourbe liegt im Haut-Languedoc, etwa 68 Kilometer ostnordöstlich von Toulouse am Fluss Agout. Umgeben wird Roquecourbe von den Nachbargemeinden Montredon-Labessonnié im Norden, Lacrouzette im Osten, Burlats im Süden und Südosten, Castres im Süden und Südwesten, Saint-Germier im Westen sowie Saint-Jean-de-Vals im Westen und Nordwesten. 
Roquecourbe liegt im Weinbaugebiet Minervois.

## Bevölkerungsentwicklung
| Jahr      | 1962 | 1968 | 1975 | 1982 | 1990 | 1999 | 2006 | 2012 |
| Einwohner | 1788 | 2012 | 2271 | 2213 | 2266 | 2209 | 2233 | 2309 |

## Sehenswürdigkeiten
- Kirche Sainte-Juliane
- Brücke über den Agout aus dem Jahre 1317

## Persönlichkeiten
- Émile Combes (1835–1921), Politiker, Premierminister (1902–1905)
- Raoul Salan (1899–1984), General